# Sipí
Sipí è un comune della Colombia facente parte del dipartimento di Chocó.
Il centro abitato venne fondato da Diego Marin de Avila nel 1556, mentre l'istituzione del comune è del 15 dicembre 1956.